# ミッドナイト・スペシャル (映画)
『ミッドナイト・スペシャル』（原題: Midnight Special）は、2016年のアメリカ合衆国のSF映画。監督はジェフ・ニコルズ、主演はマイケル・シャノンが務めた。
本作は日本国内で劇場公開されなかったが、2017年3月8日にDVDが発売された。

## ストーリー
とあるモーテル。ロイ・トムリンとその友人であるルーカスはアンバーアラートを視聴していた。8歳の男の子、アルトン・メイヤーが何者かによって誘拐されたのだという。2人の側では、まさにそのアルトンが本を読んでいた。
その頃、息子のアルトン誘拐の一報を聞いたカルヴィン・メイヤー牧師は2人の信徒（ドークとレヴィ）をアルトン救出のために派遣した。カルヴィンはテキサス州の田舎町を拠点にした牧場という名のカルト教団を率いていた。カルヴィンが礼拝を行っていると、そこにFBIがやってきた。その中には国家安全保障局でアナリストを務めるポール・セヴィエの姿があった。ポールはカルヴィンの説教内容に政府機密が含まれていることを知り、どうやってそれを入手したのかを問い質しに来たのである。カルヴィンは「息子のアルトンが教えてくれたのです」と答えるばかりであった。アルトンには超能力が備わっており、その力に恐れをなした母親（サラ）は逃げ出した。そのため、牧場の教団員がアルトンを養育したのだという。カルヴィンと教団員はアルトンが超能力によって神と交信していると確信していた。
州兵の追跡をかわした後、ロイとルーカスはエルデンの家に向かった。その夜、ロイとルーカスは地震で目を覚ました。アルトンの無事を確かめに行った2人はとんでもない光景を目にすることとなった。アルトンは目から光線を放ってエルデンと交信していたのである。2人はやっとの思いでアルトンをエルデンから引き離すことができた。2人はアルトンが指し示した場所に向かうことにした。その頃、FBIはロイとルーカス、アルトンの行方を必死で追っていた。
ガソリンスタンドで休息を取っていると、アルトンは空に向かって何かをした。休憩後、3人はサラの自宅へ向かった。久しぶりに息子と再会したサラは心底嬉しそうな様子だった。4人がニュースを見ていると、人工衛星が謎の力によって破壊されたというニュースが飛び込んできた。アルトンは「僕がやったんだ。警察は人工衛星を使って僕たちの足取りを掴もうとするはずだからね。」と言った。
逃避行を続けることにした4人だが、アルトンは目に見えて衰弱していった。ルーカスとサラがモーテルに向かっている間、アルトンは「日光を浴びさせて欲しい」とロイに言った。日光を浴びた瞬間、アルトンの目は発光し、2人は光のドームに包まれた。ルーカスとサラに合流した頃には、アルトンはすっかり元気になっていた。日光を浴びたアルトンは自分が何者なのかを理解した。アルトンはこの世界の上にある世界にいるべき存在なのだと語ったが、ルーカスとサラはその言葉の意味を理解できなかった。しかし、ドームの中で上の世界を垣間見たロイはアルトンの言葉が正しいと信じるのだった。
モーテルを発った直後、4人は牧場の教団員に襲撃され、アルトンを奪われてしまった。しかし、程なくして、教団員は警察に検挙されることになった。政府の施設に連行されたアルトンは「ポールとしか話さない」と言った。アルトンの力を体験したポールはロイたちに協力することにした。ポールから得た情報で軍の監視網の存在を知った一行は、ロイとルーカスをおとりにして振り切ることにした。
2人がおとりになっている隙に、サラとアルトンは目的地に到着した。アルトンは巨大な光のドームを作り出した。そのドームはフロリダ一帯を包むほど大きいもので、中にいた人たちは「上の世界」の未来的な建造物を目撃することになった。その後間もなくして、アルトンの周りに光る目を持った人々が姿を現わした。サラが頷くのを見届けた後、アルトンは光の中へ姿を消した。
ロイとルーカスはアルトンを誘拐した容疑で逮捕された。ルーカスはFBIに自分が体験したことを包み隠さず話したが、捜査官たちは納得していないようだった。脳波の検査を受けているとき、ロイは窓から差し込んだ日光を浴びた。その瞬間、ロイの目は発光した。おそらく、ロイはアルトンの実の父親であり、彼もまた「上の世界」の存在だったのだろう。

## キャスト
- マイケル・シャノン - ロイ・トムリン
- ジョエル・エドガートン - ルーカス
- キルスティン・ダンスト - サラ・トムリン
- ジェイデン・リーバハー - アルトン・メイヤー
- アダム・ドライバー - ポール・セヴィエ
- ビル・キャンプ - ドーク
- スコット・ヘイズ - レヴィ
- サム・シェパード - カルヴィン・メイヤー
- ポール・スパークス - ミラー
- デヴィッド・ジェンセン -エルデン
- ショーン・ブリジャース - フレデリック
- デイナ・グーリエ - シャロン・デヴィッドソン

## 製作・公開
本作の主要撮影は2014年1月20日にニューオーリンズで始まり、同年3月1日に終了した。
当初、本作は2015年11月25日に全米公開される予定だったが、後に公開日は2016年3月18日に延期された。

## 評価
本作は批評家から好意的に評価されている。映画批評集積サイトのRotten Tomatoesには213件のレビューがあり、批評家支持率は83%、平均点は10点満点で7.3点となっている。サイト側による批評家の見解の要約は「『ミッドナイト・スペシャル』が仕掛けた巧妙なミステリーは観客全てに受けることはないかもしれない。しかし、その旅路は野心的で面白い。また、俳優陣の演技も実に見事である。」となっている。また、Metacriticには44件のレビューがあり、加重平均値は76/100となっている。